# Prince Albert Carlton (circonscription saskatchewanaise)
Pour les articles homonymes, voir Prince Albert et Carlton.
Circonscription électorale provinciale du Canada
Prince Albert Carlton est une circonscription électorale provinciale de la Saskatchewan au Canada. Elle est représentée à l'Assemblée législative de la Saskatchewan depuis 1991.

## Géographie
La circonscription consiste en la partie sud de la ville de Prince Albert.

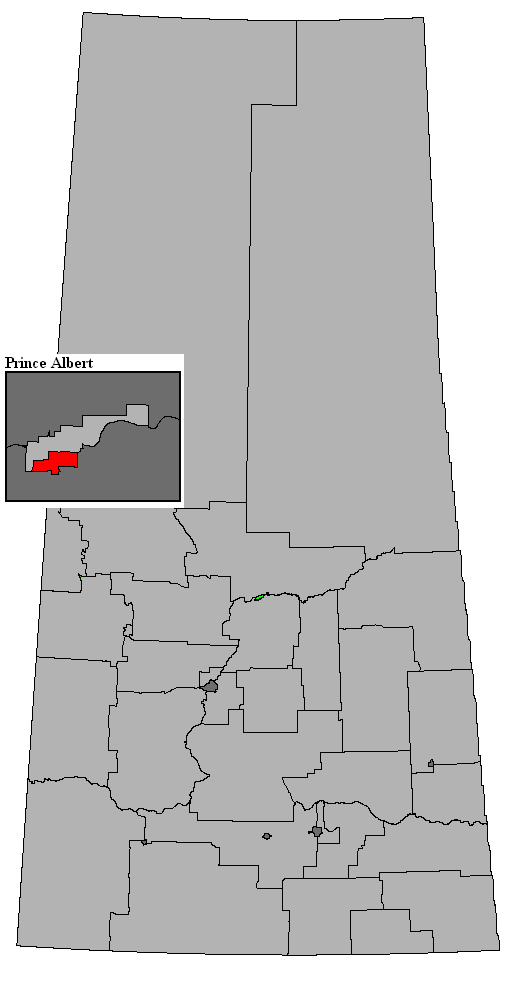
Frontière de la circonscription en 2016.
Frontière de la circonscription en 2022.

## Liste des députés
| Parlement                                                                               | Années                                                                                  | Député                                                                                  | Député                                                                                  | Parti                                                                                   |
| Prince Albert Carlton Circonscription issue de Prince Albert et Prince Albert-Duck Lake | Prince Albert Carlton Circonscription issue de Prince Albert et Prince Albert-Duck Lake | Prince Albert Carlton Circonscription issue de Prince Albert et Prince Albert-Duck Lake | Prince Albert Carlton Circonscription issue de Prince Albert et Prince Albert-Duck Lake | Prince Albert Carlton Circonscription issue de Prince Albert et Prince Albert-Duck Lake |
| --------------------------------------------------------------------------------------- | --------------------------------------------------------------------------------------- | --------------------------------------------------------------------------------------- | --------------------------------------------------------------------------------------- | --------------------------------------------------------------------------------------- |
| 22e                                                                                     | 1991–1995                                                                               |                                                                                         | Myron Kowalsky (en)                                                                     | Néo-démocrate                                                                           |
| 23e                                                                                     | 1995–1999                                                                               |                                                                                         | Myron Kowalsky (en)                                                                     | Néo-démocrate                                                                           |
| 24e                                                                                     | 1999–2003                                                                               |                                                                                         | Myron Kowalsky (en)                                                                     | Néo-démocrate                                                                           |
| 25e                                                                                     | 2003–2007                                                                               |                                                                                         | Myron Kowalsky (en)                                                                     | Néo-démocrate                                                                           |
| 26e                                                                                     | 2007–2011                                                                               |                                                                                         | Darryl Hickie                                                                           | Saskatchewanais                                                                         |
| 27e                                                                                     | 2011–2015                                                                               |                                                                                         | Darryl Hickie                                                                           | Saskatchewanais                                                                         |
| 28e                                                                                     | 2016–2020                                                                               |                                                                                         | Joe Hargrave                                                                            | Saskatchewanais                                                                         |
| 29e                                                                                     | 2020–2024                                                                               |                                                                                         | Joe Hargrave                                                                            | Saskatchewanais                                                                         |
| 30e                                                                                     | 2024–en cours                                                                           |                                                                                         | Kevin Kasun (en)                                                                        | Saskatchewanais                                                                         |